# ضرار (البلقاء)
ضرار منطقة سكنية تقع في لواء دير علا، محافظة البلقاء في الأردن. تنتمي المنطقة لقضاء دير علا الذي يضم 16 منطقة. يقدر عدد سكانها بـ 11506 نسمة حسب إحصاء 2015.

## الوصلات الخارجية
- دائرة الاحصاءات العامة